# هاگ این اوبربایرن
هاگ این اوبربایرن (به آلمانی: Haag in Oberbayern) یک شهر در آلمان است که در بایرن واقع شده‌است.

## خصوصیات
هاگ این اوبربایرن ۲۰٫۴۳ کیلومترمربع مساحت دارد ۵۴۰ متر بالاتر از سطح دریا واقع شده‌است.

## نگارخانه

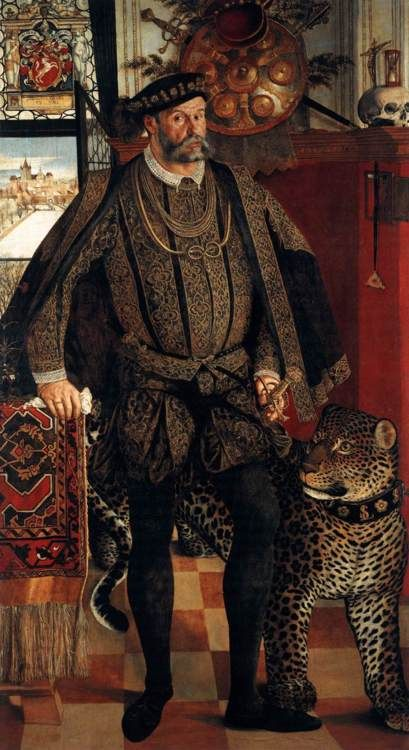
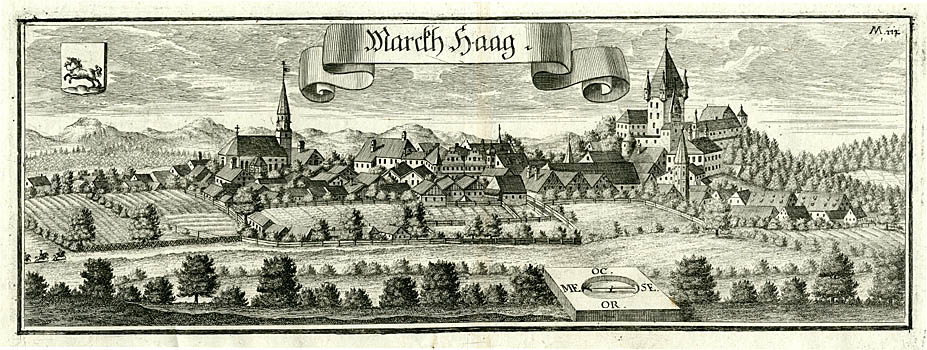
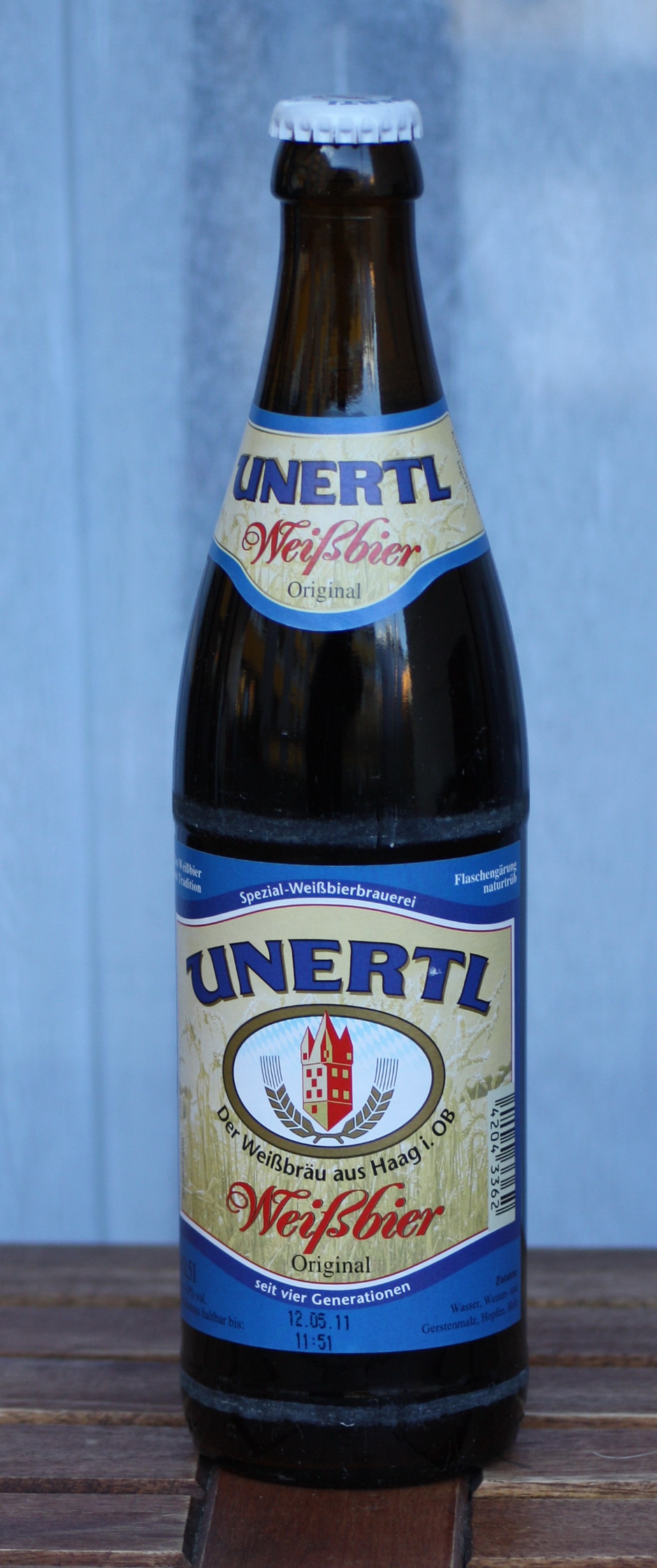